# Kudlanka korunková
Kudlanka korunková (Hymenopus coronatus) také známá jako kudlanka orchidejová je druh kudlanky z tropických lesů jihovýchodní Asie. Jedná se o jednu z kudlanek, které svým vzhledem napodobují květy rostlin.

## Výskyt

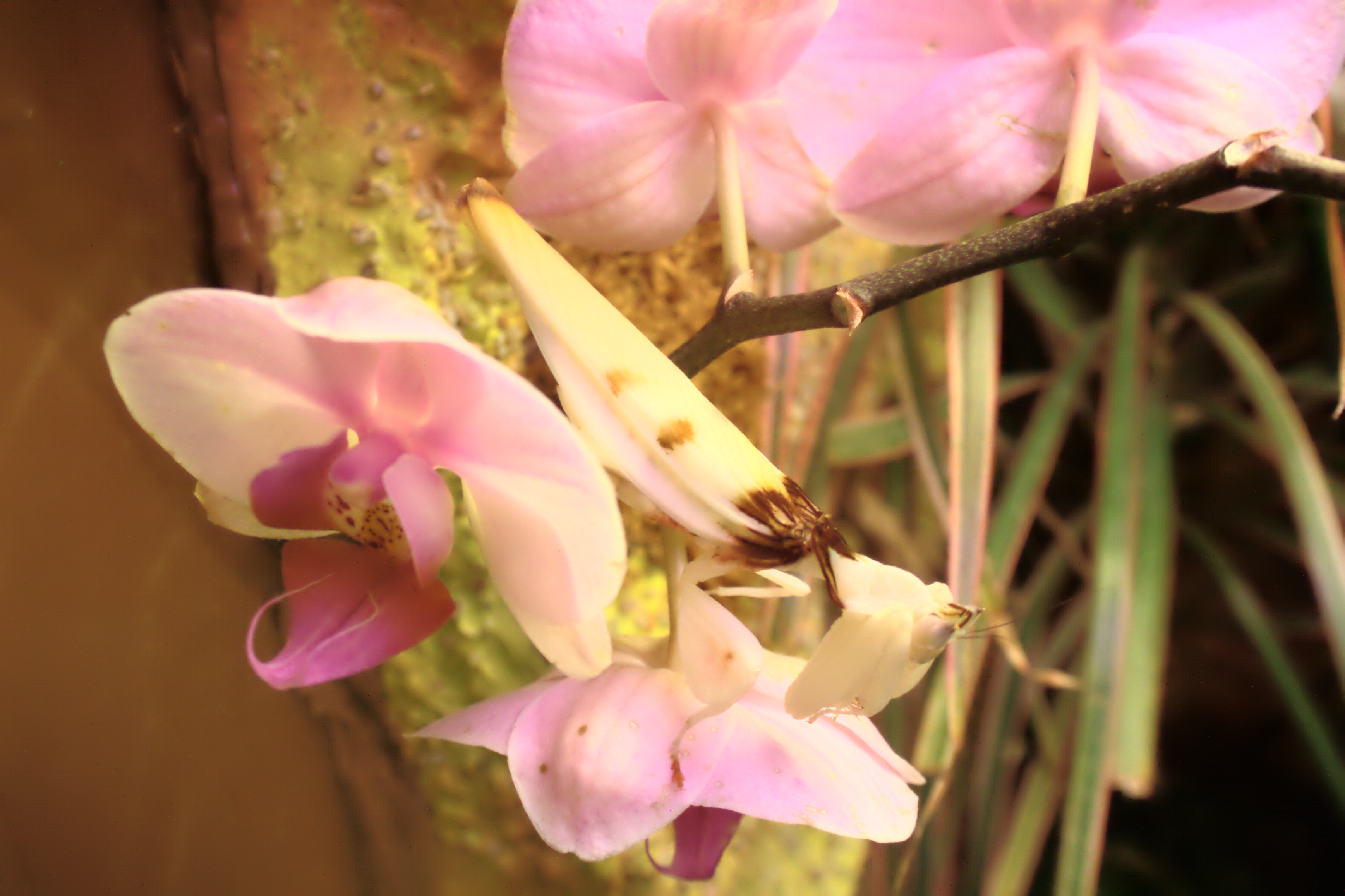
Dospělá samička napodobující orchidej rodu Phalaenopsis

Kudlanka korunková obývá deštné lesy jihovýchodní Asie rozkládající se na území Malajsie, Myanmaru, Thajska, Filipín a Indonésie. Nachází se také v oblasti Západního Ghátu v Indii.

## Vzhled
Kudlanka korunková je výrazně zbarvená s barevnou strukturou přizpůsobenou pro napodobování části květů orchidejí. Čtyři kráčivé končetiny připomínají okvětní lístky a přední pár končetin s ostny používají tyto kudlanky, podobně jako další druhy kudlanek, pro uchopení své kořisti. Mají kuželovité složené oči vyčnívající nad hlavu, mezi nimiž se nachází laločnatý přívěsek. 
Obě pohlaví mají schopnost létat, ale ta je mnohem lepší u samečků než u samiček, které létají pouze v případě nebezpečí. Křídla samečků jsou průhledná, u samiček jsou v zadní části nažloutlá a neprůhledná. Kromě toho mají samečci obecně tmavší barvu. Také pohlavní dospělosti dosahují dříve samečci, čímž se brání příbuzenské plemenitbě, na kterou jsou tyto kudlanky zvláště citlivé. Samečci žijí čtyři až šest měsíců, samičky mohou žít až osm měsíců.
Kudlanka korunková vykazuje mezi kudlankami jeden z nejvýraznějších pohlavních dimorfismů. Samečci mohou být o polovinu menší než samičky, které dosahují délky těla asi 60 mm. Samečci jsou také mnohem štíhlejší. Samičí predační selekce je pravděpodobně hnací silou vyvinutí se extrémního pohlavního dimorfismu. Její schopnost kamufláže ji umožňuje predaci ze zálohy, díky čemuž může lovit i větší opylovače. Příkladem lovu ze zálohy je i schopnost této kudlanky ulovit motýly, kteří jsou poměrně velkou kořistí. Ty kudlanka chytí pomocí páru ostnitých předních končetin a silného skusu. Kudlanka může měnit svou barvu podle barvy prostředí, ve kterém se nachází, od růžové po hnědou.
Nymfy před prvním svlekem napodobují brouky z čeledi zákeřnicovitých, kteří jsou známí svým silným skusem a špatnou chutí.

## Chování
Po svém posledním svlékání dosahuje kudlanka dospělého stádia a v té době má bílou barvu. Následně vyhledá kvetoucí rostlinu, nejlépe orchidej, na které číhá na kořist. Maskování pravděpodobně slouží k oklamání potenciálních predátorů i jako agresivní mimikry, pomáhající při lovu kořisti.

### Potrava
Tento druh kudlanky je masožravý a živí se především lovem jiného hmyzu. V laboratorních podmínkách upřednostňuje jako potravu motýly. Obecně se její potrava skládá z drobného hmyzu včetně cvrčků, much, ovocných mušek, brouků a bodavého hmyzu. Někteří jedinci jsou kanibalističtí a mohou sežrat své vlastní sourozence.

## Chov v zajetí
Kudlanky korunkové jsou velmi oblíbené mezi chovateli hmyzu, ale jsou extrémně vzácné, čemuž odpovídá i jejich cena.

## Fotogalerie

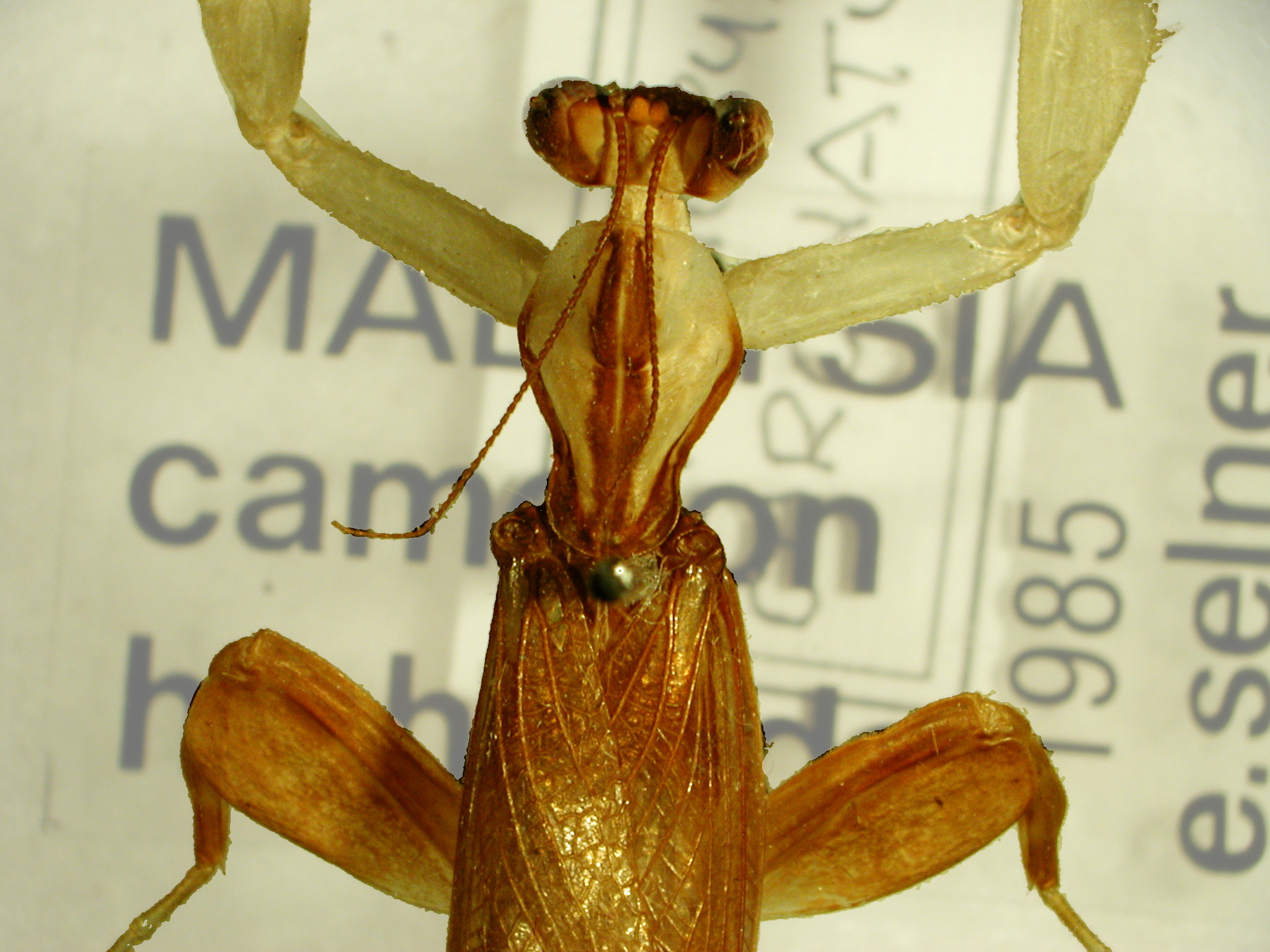
Sameček
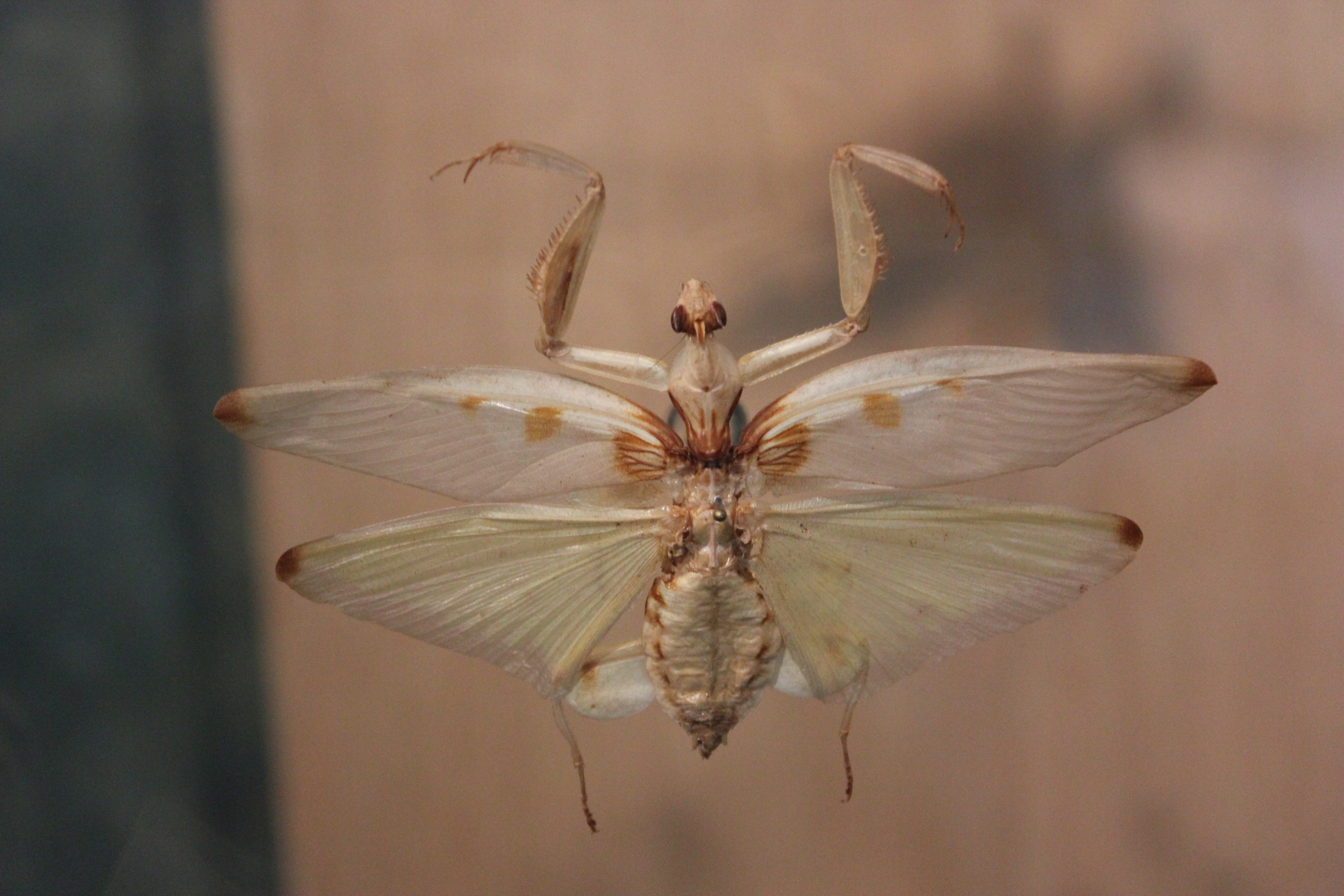
Okřídlená samička
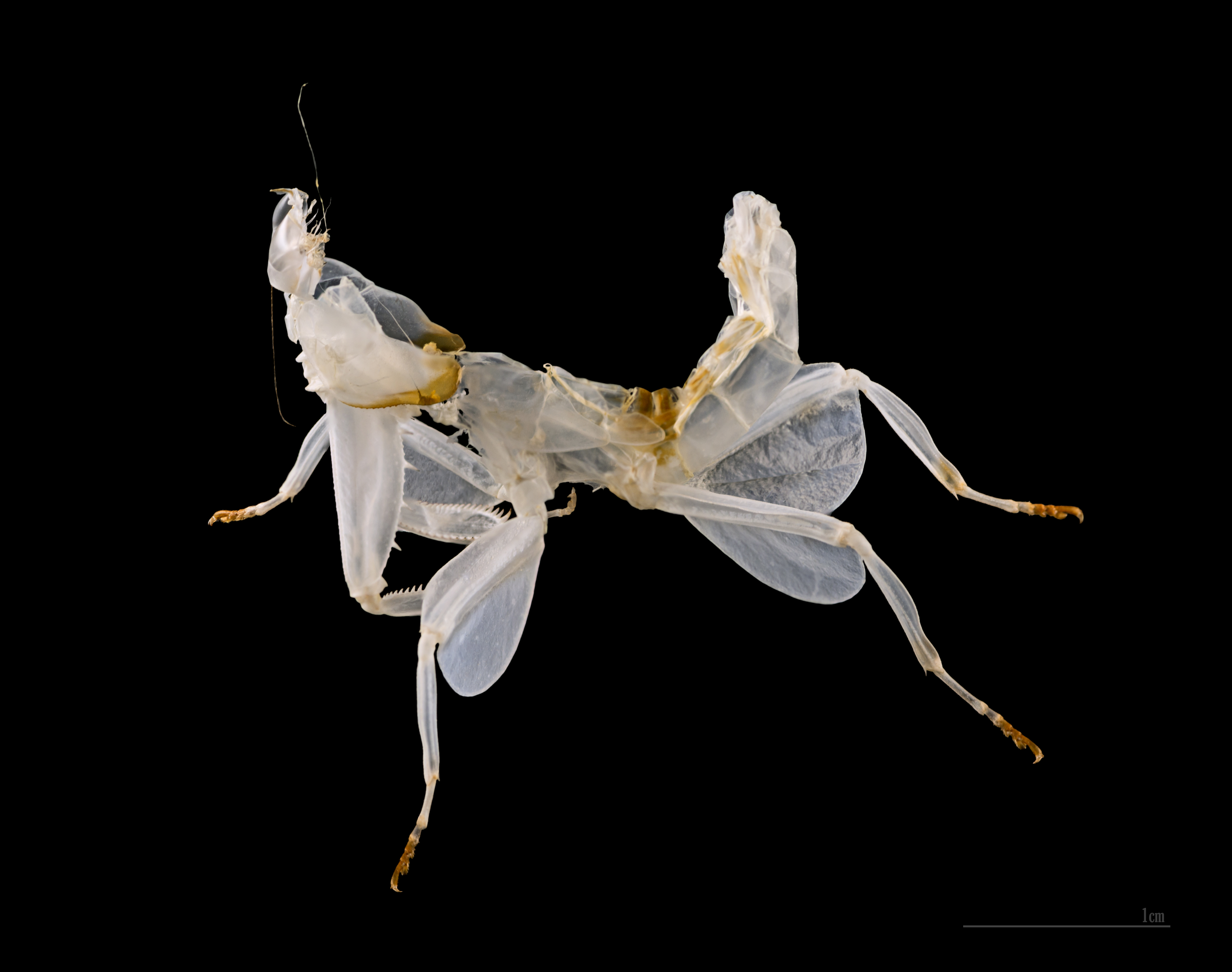
Svlečka posledního stadia instaru
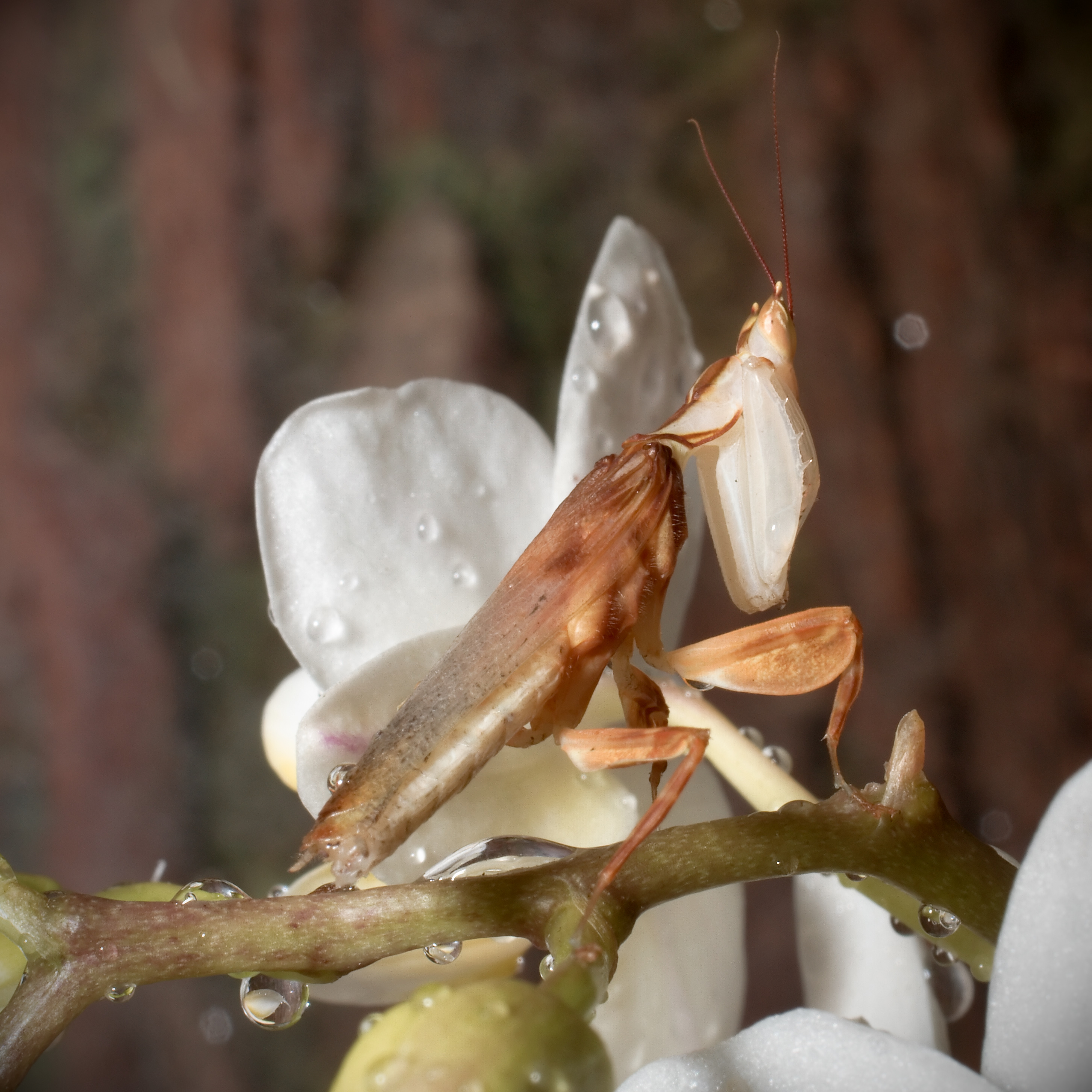
Dospělý sameček